# Tomoyuki Arata
Tomoyuki Arata (jap. 荒田 智之 Arata Tomoyuki; ur. 3 października 1985) – japoński piłkarz występujący na pozycji napastnika. Obecnie występuje w AC Nagano Parceiro.

## Kariera klubowa
Od 2008 roku występował w klubach Mito HollyHock, Júbilo Iwata, JEF United Chiba, Fagiano Okayama, Matsumoto Yamaga FC, Oita Trinita i AC Nagano Parceiro.